# Aloe vaotsohy
Aloe vaotsohy é uma espécie de liliopsida do gênero Aloe, pertencente à família Asphodelaceae.